# Arxidiòcesi de València
L'Arxidiòcesi de València es correspon amb la província de València i 63 municipis del nord de la província d'Alacant: (la Marina Alta, el Comtat i part de l'Alcoià). El bisbat fou creat en temps dels visigots (potser l'any 527). Des de la conquesta havia estat diòcesi sufragània de Tarragona, però el papa Innocenci VIII la va elevar a arxidiòcesi el 9 de juliol de 1492, dignitat confirmada per Alexandre VI.
Des de Jaume I (1238) fins al 1953 (data del Concordat del dictador Francisco Franco amb la Santa Seu), comprenia totes les terres que anaven des del riu d'Uixó fins al riu de Xixona. Després del concordat va perdre les valls de Biar i Beneixama, les foies de Castalla i Xixona i la Marina Baixa, que van passar al nou bisbat d'Oriola-Alacant.

## Història
Ja es poden afirmar uns certs indicis de l'existència d'una comunitat cristiana valenciana al segle IV. Quan es martiritzat a la ciutat de València Sant Vicent de la Roda, el 22 de gener del 304, sent diàcon Sant Valero, bisbe de Saragossa, ja existia una comunitat cristiana valenciana, tot i que la diòcesi de València com a tal no fou creada fins a l'any 527. Originalment, era sufragània de l'arxidiòcesi de Toledo.
Després de la dominació islàmica, la diòcesi fou restaurada pel rei Jaume I, qui reconquerí la ciutat el 9 d'octubre de 1238.

## Divisió territorial
Actualment i després de la reforma de 2010, l'arxidiòcesi està organitzada en 8 vicaries episcopals territorials, 34 arxiprestatges i 651 parròquies, així com 65 annexes i 375 esglésies no parroquials.

### Vicaríes espiscopals
- Vicaria I: València nord
- Vicaria II: València sud
- Vicaria III: València-Àrea Metropolitana
- Vicaria IV: Montcada-Sagunt
- Vicaria V: Llíria-Requena-Ademús
- Vicaria VI: Xàtiva-Alcoi-Ontinyent
- Vicaria VII: Ribera del Xúquer (Ribera Alta i Ribera Baixa)
- Vicaria VIII: Valldigna-Safor-Marina Alta
- Vicaria d'Evangelització "Sant Joan de Ribera"
- Vicaria d'Acció Caritativa i Social "Sant Tomás de Villanueva"

## Llista dels bisbes de València
Bisbes de València
- Eugeni de València (segle i)
- Justinià de València (527-548)
- Celsí de València (587-589)
- Ubiligiscle i Celsí alhora (vers 589)
- Eutropi Servità (finals del segle vi)
- Marí (610)
- Musitaci (633–c. 646)
- Anesi o Anià (646 i 652)
- Fèlix (652?-656?)
- Suinteric (c. 675)
- Hospital c. 681)
- Sàrmata (c. 682-688)
- Ubiticiscle (693)
- Zaet al-Matran (?-1094)
- Jeroni de Perigord (1092 o 1098-1102)
- Berenguer (1238-1240)
- Ferrer de Santmartí (1240-1243)
- Arnau de Peralta (1243-1248)
- Andreu d'Albalat (1248-1276)
- Jaspert de Botonac (1276-1288)
- Ramon Despont (1289-1312)
- Ramon de Gastó (1312-1348)
- Hug de Fenollet (1348-1356)
- Vidal de Blanes (1356-1369)
- Jaume de Prades i de Foix (1369-1398)
- Hug de Llupià (1398-1427)
- Alfons de Borja (1429–1458)
  - Roderic de Borja (1458–1492) (administrador apostòlic)

Arquebisbes de València
- Roderic de Borja (1492).
- Cèsar Borja (1492-1499).
  - Joan de Borja (1499-1500) (administrador apostòlic)
- Pere Lluís de Borja (1500-1511)
- Alfons d'Aragó (1512-1520)
- Erard de la Mark (1520-1538)
- Jordi d'Àustria (1538-1544)
- Tomás de Villanueva (1544-1555)
- Francisco de Navarra (1556-1563)
- Acisclo de Moya (1564-1564)
- Martín Pérez de Ayala (1564-1566)
- Fernando de Loazes (1567-1568)
- Joan de Ribera (1568-1611)
- Pedro Castro Nero (1611-1611)
- Isidoro Aliaga (1612-1648)
- Pedro Urbina Montoya (1649-1658)
- Martín López de Ontiveros (1658-1666)
- Ambrosio Ignacio Spínola (1667-1668)
- Luis de Los Cameros (1668-1676)
- Joan Tomàs de Rocabertí (1677-1699)
- Antoni Folch de Cardona (1700-1724)
- Andrés de Orbe (1725-1738)
- Andres Mayoral (1738-1769)
- Tomás Azpuru Ximénez (1770-1772)
- Francisco Fabián y Fuero (1773-1795)
- Antoni Despuig i Dameto (1795-1795)
- Juan Jiménez del Río (1795-1800)
- Joaquim Company i Soler (1800-1813)
- Veremundo Arias (1814-1824)
- Simón López García (1824-1831)
- Joaquín López Sicilia (1832-1835)
  - Seu vacant (1835-1848)
- Pablo García Abella (1848-1860)
- Mariano Barrio Fernández (1861-1876)
- Antolín Monescillo y Viso (1877-1892)
- Ciriaco Sancha Hervás (1892-1898)
- Sebastián Herrero (1898-1903)
- Bernardino Nozaleda (1904-1905)
- Victoriano Guisaola (1905-1914)
- Valeriano Menéndez (1914-1916)
- José María Salvador (1916-1919)
- Enrique Reig y Casanova (1920-1922)
- Prudencio Melo y Alcalde (1922-1945)
- Marcelino Olaechea (1946-1966)
  - Seu vacant (1966-1969)
- José María García (1969-1978)
- Miguel Roca Cabanellas (1978-1992)
- Agustín García Gasco (1992-2009)
- Carlos Osoro Sierra (2009-2014)
- Antonio Cañizares Llovera (2014-2022)
- Enrique Benavent Vidal (2022-)

## Estadístiques
A finals del 2010, la diòcesi tenia 3.030.000 batejats sobre una població de 3.213.000 persones, equivalent al 94,3% del total.
| any  | població  | població  | població | sacerdots | sacerdots       | sacerdots       | sacerdots             | diaques | religiosos | religiosos | parroquies |
| ---- | --------- | --------- | -------- | --------- | --------------- | --------------- | --------------------- | ------- | ---------- | ---------- | ---------- |
| any  | batejats  | total     | %        | total     | clergat secular | clergat regular | batejats por sacerdot | diaques | homes      | dones      |            |
| 1950 | 1.650.000 | 1.660.000 | 99,4     | 1.153     | 773             | 380             | 1.431                 |         | 600        | 3.925      | 432        |
| 1970 | ?         | 1.886.742 | ?        | 1.826     | 1.143           | 683             | ?                     |         | 704        | 4.420      | 606        |
| 1980 | 2.165.050 | 2.279.571 | 95,0     | 1.525     | 1.007           | 518             | 1.419                 | 1       | 861        | 3.691      | 654        |
| 1990 | 2.200.100 | 2.315.901 | 95,0     | 1.536     | 918             | 618             | 1.432                 |         | 942        | 3.608      | 659        |
| 1999 | 2.294.000 | 2.415.000 | 95,0     | 1.516     | 810             | 706             | 1.513                 |         | 928        | 3.530      | 651        |
| 2000 | 2.369.422 | 2.383.912 | 99,4     | 1.505     | 799             | 706             | 1.574                 |         | 928        | 3.530      | 651        |
| 2001 | 2.387.088 | 2.401.938 | 99,4     | 1.556     | 801             | 755             | 1.534                 |         | 900        | 3.515      | 651        |
| 2002 | 2.298.415 | 2.419.385 | 95,0     | 1.569     | 790             | 779             | 1.464                 |         | 890        | 4.025      | 651        |
| 2003 | 2.294.307 | 2.499.357 | 91,8     | 1.556     | 786             | 770             | 1.474                 |         | 875        | 4.025      | 652        |
| 2004 | 2.484.037 | 2.562.333 | 96,9     | 1.538     | 788             | 750             | 1.615                 |         | 850        | 3.800      | 652        |
| 2010 | 3.030.000 | 3.213.000 | 94,3     | 1.521     | 761             | 760             | 1.992                 | 10      | 870        | 3.810      | 650        |